# Cercopithèque de Wolf
Cercopithecus wolfi · Mone de Wolf
Espèce
Statut CITES
Le Cercopithèque de Wolf ou Mone de Wolf (Cercopithecus wolfi) est un primate appartenant à la famille des Cercopithecidae.

## Description
Ce singe a les bras et la queue noirs, les jambes roux vif et un pinceau de poils roux à l'extrémité des oreilles.

## Répartition
Il vit autour du Lac Mai-Ndombe en République démocratique du Congo.

## Liste des sous-espèces
Selon Mammal Species of the World (version 3, 2005)  (6 octobre 2014) :
- sous-espèce Cercopithecus wolfi elegans
- sous-espèce Cercopithecus wolfi wolfi